# Jorge Suquet
Pour les articles homonymes, voir Suquet.
Jorge Suquet né le 3 juillet 1980 à Madrid, est un acteur espagnol.

## Filmographie

### Cinéma
- 2007 : Between Something & Nothing
- 2009 : DiDi Hollywood : Reporter Cœur
- 2012 : ¡Atraco!
- 2013 : La Mule : Estrella
- 2014 : Exodus: Gods and Kings : Garde de magasin de grain
- 2015 : Requisitos para ser una persona normal : Pablo
- 2015 : Esa sensación
- 2017 : The Bookshop : Mr. Thornton
- 2018 : El reino : Jorge
- 2019 : Elisa et Marcela : Docteur de Dumbría [1]
- 2021 : Plus on est de fous de Paco Caballero : Miguel

### Télévision
- 2005 : Hospital Central : Martín
- 2008 : El porvenir es largo : Javier
- 2008 : Ell@s
- 2008 : Herederos : Carmelo
- 2010 : Sofía : Juan Carlos
- 2011 : Crematorio : Tomás
- 2011 : Ange ou Démon : Graziel
- 2012 : Bandolera : Aníbal Ruiz
- 2012 : La memoria del agua : Gonzalo
- 2013 : Fenómenos
- 2013 : El don de Alba : Luis
- 2013 : Cuéntame cómo pasó : Asier
- 2014 : Ciega a citas : Jorge Valdecantos
- 2014 : Víctor Ros : Gerardo de la Calle
- 2015 : Seis hermanas : Mauro
- 2015 : Crossing Lines : Adelio Fuentes
- 2015 : Mar de plástico : Álvaro Conesa
- 2016 : The Night Manager : L'Espion aux deux visages : Maître d'hôtel
- 2016 : La que se avecina : Aitor
- 2017 : Black Sails : Grandal
- 2017 : Ella es tu padre : Javi
- 2017 : Le Ministère du temps : Jerónimo de Aguilar
- 2018 : Élite : Martín[2]
- 2019 : Brigada Costa del Sol : Cristóbal Peña
- 2019 : Paquita Salas : Représentant
- 2020 : Libertad : John
- 2020 : Valeria : Jaime